# MCOT HD
MCOT HD – tajski kanał telewizyjny należący do nadawcy MCOT. Nadaje m.in. wiadomości krajowe, programy sportowe, talk show i seriale telewizyjne.